# David Makes Man
David Makes Man est une série télévisée américaine en vingt épisodes de 42 minutes, créée par Tarell Alvin McCraney et diffusée entre le 14 août 2019 et le 24 août 2021 sur OWN.
En France, cette série est diffusée depuis le 4 juin 2021 sur Série Club. Elle reste inédite dans les autres pays francophones.

## Synopsis
David, 14 ans, est un jeune prodige hanté par la mort de son meilleur ami et se repose sur sa mère travailleuse pour se sortir de la misère. Il se retrouve à devoir choisir entre la vie de la rue ou les études.

## Distribution

### Acteurs principaux
- Akili McDowell : David
  - Kwame Patterson (VF : Marc Arnaud) : David adulte (saison 2)
- Alana Arenas (VF : Virginie Emane) : Gloria, mère de David et JG
- Phylicia Rashād : Dr Woods-Trap
- Nathaniel Logan McIntyre (VF : Alexis Gilot) : Seren
  - Kyle Beltran : Seren adulte (récurrent saison 2)
- Isaiah Johnson : Sky
- Ade Chike Torbert (VF : Hugo Brunswick) : Raynan
- Jordan Bolger : Shinobi
- Cayden K. Williams : JG (Jonathan Greg), le frère cadet de David

### Acteurs récurrents
- Daniel Augustin : Eman
- Gillian Williams (VF : Julie Dumas) : Jessica Kelly
- Ruben Santiago-Hudson (VF : Thierry Desroses) : Dr Bree
- Elvis Nolasco : Tio-Teo
- Randy Gonzalez : M. Lopez
- Lela Rochon : Alma
- Trace Lysette : Femi
- Liza Colón-Zayas (VF : Jacky Tavernier) : la principale Fallow
- Juanita Jennings (en) : Mme Hertrude
- Lindsey Blackwell : Marissa
- Solomon Valdez : Willie Derrick
- Teshi Thomas : Tare
- Nick Creegan : Desmond
- Kimaya Naomi : Shella
- Logan Rozos (VF : Jonathan Gimbord) : Star Child
- Tony Plana : Joe Padilla (saison 2)
- Brittany S. Hall (VF : Déborah Claude) : Nicole (saison 2)

 Source et légende : version française (VF) sur RS Doublage

## Production
Le 16 août 2017, Oprah Winfrey Network a donné à la production une commande directe à la série créée par Tarell Alvin McCraney. Le 26 juin 2018, Dee Harris-Lawrence serait le showrunner et devrait servir de producteur exécutif aux côtés de Tarell Alvin McCraney, Mike Kelley, Melissa Loy, Michael B. Jordan et Oprah Winfrey. Les sociétés de production impliquées dans la série devaient inclure Warner Bros Television, Page Fright et Outlier Productions. La série devrait être diffusée le 14 août 2019. L'épisode pilote a été présenté au South by Southwest, le 10 mars 2019[réf. nécessaire].
Le 19 décembre, OWN renouvelle la série pour une deuxième saison.

## Épisodes

### Première saison (2019)
1. David's Sky
2. Dai Out
3. MJB
4. Gloria
5. Love or Poetize These Hoes
6. When It All Falls
7. Son of Man
8. Bubble House
9. Some I Love Who Are Dead
10. 3 Sons' Sky

### Deuxième saison (2021)
Elle est diffusée à partir du 22 juin 2021.
1. Barrel of Oranges
2. Hurston
3. Y'all Gucci
4. Savage, Classy, Bougie, Ratchet
5. My Own Best Friend
6. Vizcaya
7. No Atheists in Rabbit Holes
8. Chaos is Come Again
9. Homecoming
10. Trouble the Water

## Accueil critique
Sur le site web Rotten Tomatoes, la série détient une note d'approbation de 100 % sur la base de 20 avis, avec une note moyenne de 8.78⁄10. Le consensus critique du site se lit comme suit : « Puissant, beau et comme rien d'autre à la télévision, David Makes Man allie une esthétique rêveuse à une histoire conçue avec empathie pour créer une expérience de visionnement vraiment unique »[réf. nécessaire]. Sur Metacritic, il a un score moyen pondéré de 80 sur 100, basé sur 10 critiques, indiquant des critiques « généralement favorables »[réf. nécessaire].